# Dansk Skolesløjds Forlag
Dansk Skolesløjds Forlag, DS-Forlag, er en selvejende institution grundlagt i 1976 af Dansk Sløjdlærerforening med sløjdkonsulent V.L. Rosenbech som ankermand med det formål at udgive publikationer, der kan fremme og udvikle Dansk Skolesløjd i pagt med tidernes pædagogiske målsætning.
Ved Dansk Skolesløjd forstås den sløjd, der bygger på de principper og de tanker, som blev fremsat af Aksel Mikkelsen, grundlæggeren af Dansk Sløjdlærerskole. Dansk Skolesløjd havde stået i modsætning til Askov Skolesløjd; men generationsskifte havde ført til, at de bagved liggende foreninger, Dansk Sløjdlærerforening og Sløjdforeningen af 1902 lå i forhandlinger om sammenlægning (hvilket blev til virkelighed i 1978). Dansk Sløjdlærerforening drev Dansk Sløjdlærerforenings Bogsalg, der stod i gæld til sløjdskoleforstander G.F. Krog Clausen, der af private midler (32.000 kr.) havde finansieret udgivelsen af 3. udgave af Lærebog i Dansk Skolesløjd, hvoraf restoplaget var overdraget til Dansk Sløjdlærerforenings Bogsalg, som også modtog midler fra Krog Clausens legat til fremme af Dansk Skolesløjd. G.F. Krog Clausen, der døde i 1949, ville have vendt sig i sin grav, hvis han havde erfaret, at hans økonomiske midler skulle sammenblandes med Askov-sløjden, som han opponerede stærkt imod. Mindet om Krog Clausen og hans synspunkter måtte nødvendigvis føre til, at bogsalget blev udskilt fra Dansk Sløjdlærerforening inden sammenlægningen, og Aksel Mikkelsen vil også være tilfreds med, at en sammenblanding kunne undgås. Ved udskillelsen blev Dansk Sløjdlærerforenings Bogsalg videreført i den selvejende institution Dansk Skolesløjds Forlag.
Flere årtier efter foreningssammenlægningen og forlagets udskillelse må man konstatere, at de unge sløjdlærere ikke husker fortidens skærmydsler, eller rettere sagt: aldrig har hørt om dem, så fremtidens udgivelser fra forlaget, der er Danmarks største sløjdforlag, vil være af almen sløjdpædagogisk art, og de vil ikke afspejle fortiden; men fortiden kan dog stadigvæk (2009) spores i restoplag og historiske udgivelser. Lad os håbe, at sløjdpionererne i deres himmel kan leve med evolutionens forandringer. 
Forlagets øverste myndighed er repræsentantskabet, og fire medlemmer heraf udgør bestyrelsen. 

## Formænd
- 1976-1995 V.L. Rosenbech, overlærer, sløjdkonsulent, Århus
- 1995-2003 Jens Rørby, seminarielektor i Silkeborg (Th. Langs Seminarium)
- 2003-2009 Jørgen Mogensen, fagkonsulent, overlærer, Dianalund
- 2009-2014 Henning Birk Andersen, folkeskolelærer, tidl. seminarielærer i sløjd, Næstved
- 2014-2015 Søren Vælds, pens. overlærer, Varde
- 2015-0000 Kent Bjørnholt, pens. overlærer, Silkeborg